# Colletes perforator
Colletes perforator là một loài Hymenoptera trong họ Colletidae. Loài này được Smith mô tả khoa học năm 1869.